# Klausgraben (Liesing)
Der Klausgraben ist ein Bach im 23. Wiener Gemeindebezirk Liesing. Er ist ein Zubringer des Liesingbachs.

## Verlauf
Der Klausgraben verläuft durch den Bezirksteil Kalksburg. Er entspringt im Dorotheerwald südlich der Eichwiese. Sein Tobel ist bis zu 10 m tief. Er fließt durch einen Fischtisch, bevor er die Breitenfurter Straße in einem Rohrdurchlass unterquert und in den Liesingbach mündet.
Beim Klausgraben besteht keine Gefahr von Überflutungen. Im Fall eines Jahrhunderthochwassers sind weder Infrastruktur noch Wohnbevölkerung betroffen.

## Geschichte
Der Rohrdurchlass für den Klausgraben unter der Breitenfurter Straße wurde 1950 errichtet.

## Ökologie
Der Fischteich des Klausgrabens dient als Laichgewässer für Erdkröten (Bufo bufo) und Grasfrösche (Rana temporaria). Weiter bachaufwärts laichen Feuersalamander (Salamandra salamandra). Am Bach wurden zudem Weißrückenspechte (Dendrocopos leucotos) beobachtet.
Am linken Ufer des Klausgrabens gedeiht ein Mischwald aus Zerr- und Trauben-Eichen, dem unter anderem Eschen, Sommer-Linden, Buchen, Hainbuchen, Elsbeeren und Spitz-Ahorne beigemischt sind. Zu den dominierenden Arten in seiner Krautschicht gehört die Wimper-Segge (Carex pilosa). Am Bach wachsen außerdem die nach dem Wiener Naturschutzgesetz streng geschützten Pflanzenarten Echt-Seidelbast (Daphne mezereum) und Schwarz-Germer (Veratrum nigrum).